# FIFO (ekonomi)
FIFO är en värderingsteknik inom bokföring, där lagervärde kan baseras på FIFO (First In First Out).
Alternativa tekniker är LIFO (Last In First Out) och återanskaffningsvärde. LIFO får ej användas i Sverige eller Europa då värdet på lagret blir för lågt i tider av inflation, det används dock i USA och många amerikanska bolag anger skattemässiga skäl för användningen av LIFO. Bland annat sparar Walmart stora summor pengar på att bokföra sina lager som LIFO.